# Мост Юнцзи
Мост Юнцзи, Дунский мост, Чэнъянский мост (кит. трад. 程陽永濟橋, упр. 程阳永济桥, пиньинь Chéngyáng Yǒngjì qiáo) — пешеходный деревянный крытый мост в Чэньяне, в автономном округе Саньцзян народности дун близ Лючжоу, в Гуанси-Чжуанском автономном районе КНР.
Мост Юнцзи (или Дун) был построен между 1912 и 1924 годами из дерева и каменных конструкций на реке Линьси. Длина его составляет 76,6 м, ширина — 3,75 м, высота — 20 м. Установлен на пяти покрытых деревом каменных подпорках. Мост покрыт деревянной резной крышей с башнями.
С 1982 года мост Яньцзи включён в список охраняемых Памятников КНР.